# حرکت بتا

نمونه‌ای از اثر حرکت بتا

حرکت بتا (انگلیسی: Beta movement) نوعی خطای دید است که باعث می‌شود فکر کنیم چیزی در حال حرکت است، در حالی که در واقع چند تصویر ثابت پشت سر هم ظاهر شده‌اند.
فرض کنید اول یک چراغ در یک نقطه روشن می‌شود و خاموش می‌شود، بعد خیلی سریع چراغ دیگری کمی دورتر روشن می‌شود. ما به جای دیدن دو چراغ جداگانه، احساس می‌کنیم که یک چراغ در حال حرکت از جای اول به جای دوم است.
این پدیده شبیه همان چیزی است که در تابلوهای تبلیغاتی دیجیتال یا نوارهای خبری متحرک می‌بینیم، یا در بعضی از پویانمایی‌های ساده که یک شکل به نظر می‌رسد روی صفحه حرکت می‌کند، در حالی که فقط دنباله‌ای از تصاویر ثابت است. 
حرکت بتا با پدیدهٔ «فی» فرق دارد. در پدیدهٔ فی، حرکت خیلی مبهم‌تر و شبح‌مانند احساس می‌شود، ولی در حرکت بتا، بیننده تصور می‌کند یک جسم واقعی در حال جابه‌جا شدن است.
گاهی تصور می‌شود که توهم حرکت ناشی از پویانمایی و فیلم بر حرکت بتا استوار است و نه بر توضیح قدیمی‌تر که با عنوان ماندگاری دید شناخته می‌شود. با این حال، سامانهٔ بینایی انسان نمی‌تواند میان حرکت توهمی کوتاه‌برد ناشی از فیلم و حرکت واقعی تمایز قائل شود، در حالی که حرکت توهمی دوربردِ حرکت بتا به گونه‌ای متفاوت تشخیص داده شده و به شیوه‌ای متفاوت پردازش می‌شود.

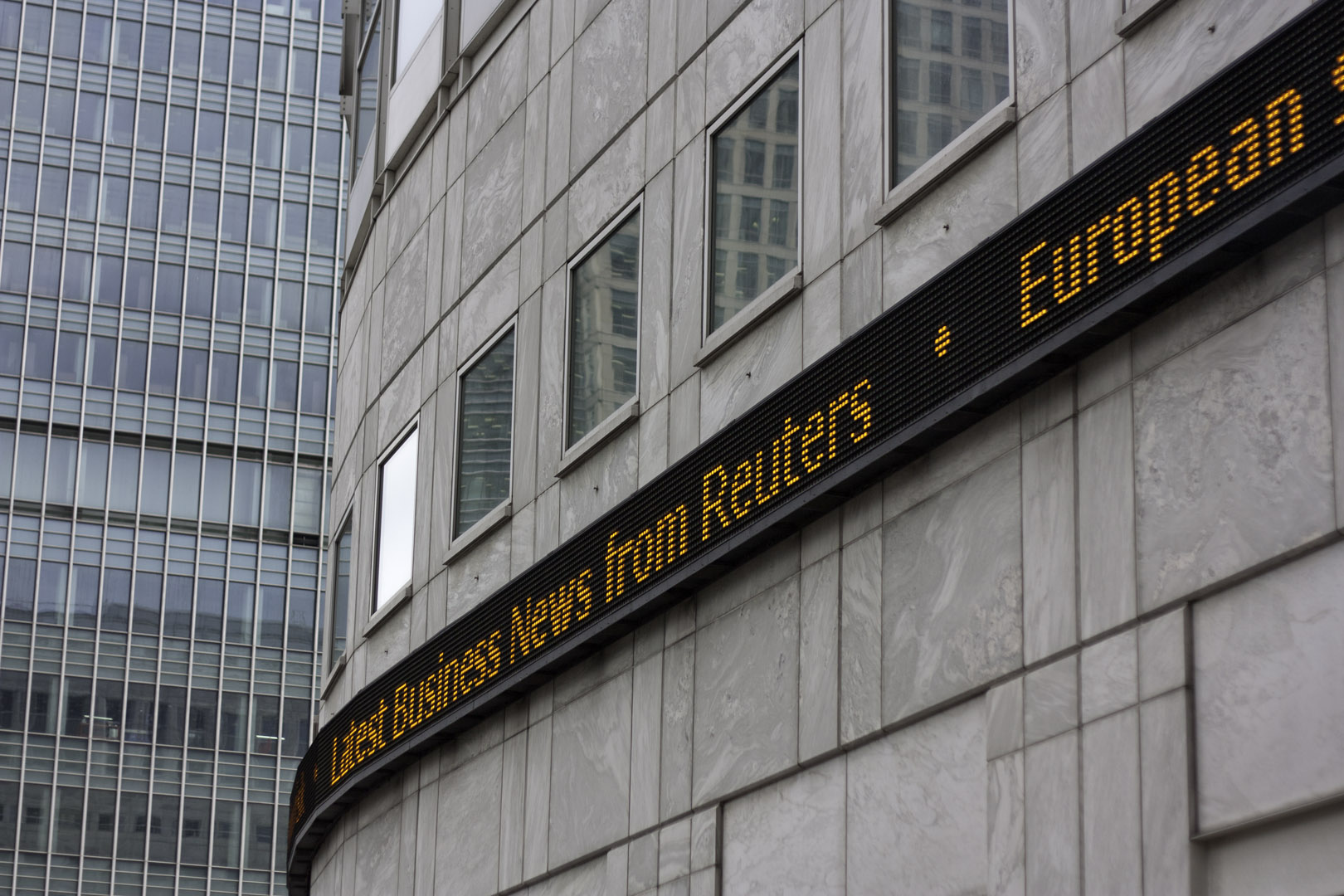
نوار خبری در کنری وارف

## تاریخچه
در حرکت بتا، پدیدار شدن بسیار کوتاه یک شکل و سپس پدیدار شدن بسیار کوتاه یک شکل کمابیش مشابه در مکانی دیگر، به صورت یک حرکت پیوسته یک شکل تجربه می‌شود.
مشاهدهٔ حرکت ظاهری از طریق توالی سریع تصاویر به قرن نوزدهم بازمی‌گردد. در سال ۱۸۳۳، جوزف پلاتو دستگاهی را معرفی کرد که بعدها فریب‌بین نامیده شد، ابزاری ابتدایی برای پویانمایی که بر پایهٔ اثر استروبوسکوپی کار می‌کرد. اصل کار این «اسباب‌بازی فلسفی» الهام‌بخش توسعهٔ صنعت سینما در اواخر همان قرن شد. بیشتر نویسندگانی که بعدها توهم دیدن حرکت در توالی سریع تصاویر ثابت را شرح دادند، معتقد بودند که این پدیده ناشی از ماندگاری دید است، خواه به صورت پس‌تصویر بر روی شبکیه یا به صورت پردازش ذهنی که فواصل میان تصاویر را پر می‌کند.
در سال ۱۸۷۵، زیگموند اکسنر نشان داد که تحت شرایط خاصی، افراد دو جرقهٔ الکتریکی سریع و جدا از هم را به عنوان یک نور در حال حرکت درک می‌کنند، در حالی که جرقه‌های سریع‌تر به صورت حرکت میان دو نور ثابت برداشت می‌شوند. اکسنر استدلال کرد که برداشت نور متحرک یک ادراک (فرایندی ذهنی) است، در حالی که حرکت میان دو نور ثابت یک حس ناب است.
در سال ۱۹۱۲، ماکس ورتهایمر مقاله‌ای تأثیرگذار نوشت که به بنیان‌گذاری گشتالت انجامید. در آزمایش‌های مورد بحث، او از آزمودنی‌ها خواست که توالی تصاویر شبیه به هم را که در مکان‌های متناوب روی پرده ظاهر می‌شدند، توصیف کنند. نتایج بسته به بسامد چشمک‌های تُندنما متفاوت بود: در بسامدهای پایین، دو شکل جداگانه دیده می‌شدند؛ در بسامدهای میانه، به نظر می‌رسید که یک شکل از جای نخست به جای دوم حرکت می‌کند، که ورتهایمر آن را «حرکت بهینه» نامید. بین این دو مکان شکلی دیده نمی‌شد. در بسامدهای بالا، آزمودنی‌ها به جای دیدن شکل‌ها، پدیده‌ای مبهم از حرکت در میان و اطراف آن‌ها احساس می‌کردند. ورتهایمر از حرف یونانی φ (فی) برای نام‌گذاری این توهم‌های حرکتی استفاده کرد و توهم بی‌شکل در بسامد بالا را «پدیده فی ناب» دانست، که آن را تجربه‌ای حسی‌تر از حرکت واقعی در نظر گرفت. کار ورتهایمر به دلیل نمایش‌هایش از پدیدهٔ فی شهرت یافت، در حالی که توهم حرکت بهینه همان پدیده‌ای شناخته می‌شد که در فیلم‌ها دیده می‌شود.
در سال ۱۹۱۳، فریدریش کنکل انواع مختلفی از توهمات حرکتی را که در آزمایش‌های ورتهایمر و آزمایش‌های بعدی کورت کافکا (که یکی از آزمودنی‌های ورتهایمر بود) مشاهده شده بود، تعریف کرد. کنکل که همکار کافکا بود، به توهم بهینهٔ حرکت (که در آن به نظر می‌رسد یک شکل از جایی به جای دیگر حرکت می‌کند) عنوان "β-Bewegung" (حرکت بتا) داد.

## سردرگمی دربارهٔ پدیده فی و حرکت بتا
پدیده فی ناب ورتهایمر و حرکت بتا اغلب در توضیح‌های مربوط به فیلم و پویانمایی با هم اشتباه گرفته می‌شوند، اما این دو به لحاظ ادراکی بسیار متفاوت‌اند و هیچ‌یک توضیح کاملی برای حرکت ظاهری کوتاه‌بردی که در فیلم دیده می‌شود ارائه نمی‌دهند.
در حرکت بتا، دو محرک {\displaystyle a} و {\displaystyle b} پشت سر هم ظاهر می‌شوند، اما حرکت یک شیء واحد از موقعیت {\displaystyle a} به {\displaystyle b} درک می‌شود. در پدیده فی، این دو محرک دیده می‌شوند اما حرکتی مبهم و سایه‌مانند که از روی {\displaystyle a} و {\displaystyle b} می‌گذرد، احساس می‌شود. عوامل متعددی تعیین می‌کنند که در یک موقعیت خاص، فرد حرکت بتا را تجربه کند یا پدیدهٔ فی؛ عواملی مانند روشنایی محرک نسبت به زمینه، اندازهٔ محرک، فاصلهٔ آن‌ها از یکدیگر، مدت نمایش هر محرک و میزان تأخیر زمانی میان آن‌ها (یا میزان هم‌پوشانی زمانی آن‌ها).